# Via Crucis (saggio)
Via Crucis è un saggio dossier scritto da Gianluigi Nuzzi, pubblicato dall'editore milanese Chiarelettere nel 2015.

## Contenuti
Dopo Vaticano S.p.A. e Sua Santità, Nuzzi torna con una nuova inchiesta raccontando dall'interno la lotta che Francesco e i suoi fedelissimi stanno conducendo per riformare la chiesa, a partire da registrazioni e documenti inediti che fotografano la situazione economica finanziaria del Vaticano aggiornata fino all'inverno del 2013-2014:
Si è deciso di divulgare anche documenti riservati, sotto segreto pontificio, data l'autorevolezza delle fonti di provenienza, per l'enorme rilevanza testimoniale e di cronaca delle notizie in essi contenuti, che li rende di evidente pacifico interesse pubblico.
L'autore afferma che:
Questo non è un libro in difesa del Papa, ma un'analisi giornalistica dei gravi problemi che affliggono la Chiesa, generati da una nomenklatura ecclesiastica e da centri di potere nemici di ogni cambiamento. Il nostro intento, ancora una volta, è quello di rendere più trasparente un potere troppo lungo reso opaco da interessi di parte, spesso illeciti, comunque lontanissimi dai principi evangelici. Come sempre, la nostra volontà non è animata da una spinta anticlericale ma soltanto dal desiderio di portare alla conoscenza di tutti i cattolici, e non solo, le contraddizioni di una chiesa che Francesco vuole riformare profondamente, facendone una casa aperta ai più bisognosi ed i più poveri e non più ripiegata sui propri privilegi e gelosa del suo inossidabile potere.

## Edizioni
- Gianluigi Nuzzi, Via Crucis. Da registrazioni e documenti inediti la difficile lotta di Papa Francesco per cambiare la Chiesa, Milano, Chiarelettere, 2015, 336 p., ISBN 978-88-6190-804-8[7]